# Grand maître de Russie
 (décembre 2024).
Si vous disposez d'ouvrages ou d'articles de référence ou si vous connaissez des sites web de qualité traitant du thème abordé ici, merci de compléter l'article en donnant les références utiles à sa vérifiabilité et en les liant à la section « Notes et références ».

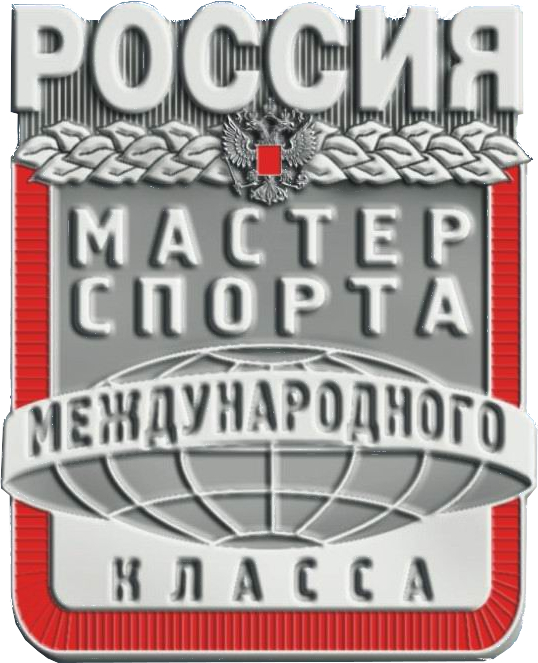
Insigne « MSМК Russie ».

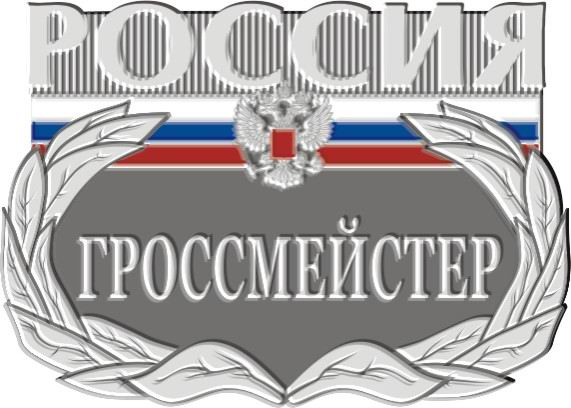
Insigne « grand maître de Russie ».

Le grand maître de Russie (anciennement grand maître de l'URSS, MSМК) est le plus haut titre sportif en fédération de Russie pour les échecs, les dames et le go.

## Procédure d'attribution
Le titre sportif MSМК est attribué par un organe fédéral exécutif chargé de la culture physique et du sport sur présentation :
- de l'organe exécutif d'un sujet de la fédération de Russie responsable de la culture physique et du sport, les documents étant validés par la fédération nationale correspondante (union ou association) accréditée par l'organe fédéral exécutif chargé de la culture physique et du sport ;
- des subdivisions structurelles spécialement mandatées des organes fédéraux exécutifs pour les sports ministériels.

Pour obtenir le titre sportif MSМК, les normes et exigences doivent être respectées dans le cadre de la participation obligatoire du sportif à des compétitions officielles de niveau international où il représente l'équipe nationale de Russie, ainsi que lors de l'établissement ou de la répétition d'un record d'Europe ou du monde.
Si pour une discipline donnée seules des normes de catégorie sont prévues et que des sportifs russes remportent une médaille aux derniers Jeux olympiques (ou Jeux paralympiques, ou Deaflympics), alors le titre peut également être attribué pour un résultat obtenu lors d'un championnat ou d'une Coupe de Russie.